# Enallagma davisi
Enallagma davisi är en trollsländeart som beskrevs av Westfall 1943. Enallagma davisi ingår i släktet Enallagma och familjen dammflicksländor. IUCN kategoriserar arten globalt som livskraftig. Inga underarter finns listade i Catalogue of Life.